# 400 Degreez
400 Degreez – trzeci studyjny album amerykańskiego rapera Juvenile’a, wydany 2 czerwca 1998 roku nakładem wytwórni Cash Money. Album uzyskał pozytywne recenzje i sprzedał się w ilości przekraczającej 4 miliony kopii w samych Stanach Zjednoczonych. Jest to najlepiej sprzedający się krążek Juvenile'a i najlepiej sprzedający się album wydany kiedykolwiek w Cash Money Records. Został zatwierdzony jako 4x platyna przez RIAA, 19 grudnia 2000 roku.
Producentem wszystkich piosenek jest Mannie Fresh.
Album zadebiutował na 2. miejscu Top R&B/Hip-Hop Albums oraz na 9. Billboard 200.

## Lista utworów
1. "Intro (Big Tymers)" - 2:12
2. "Ha" - 4:52
3. "Gone Ride With Me" - 4:23
4. "Flossin' Season" (featuring Big Tymers, B.G. & Lil Wayne) - 4:33
5. "Ghetto Children" - 4:05
6. "Follow Me Now" - 3:55
7. "Cash Money Concert (Skit)" - 0:51
8. "Welcome 2 Tha Nolia" (featuring Turk) - 5:51
9. "U.P.T." (featuring Hot Boys & Baby) - 4:17
10. "Run For It" (featuring Lil Wayne) - 4:45
11. "Ha (Hot Boys Remix)" - 4:25
12. "Rich Niggaz" (featuring Lil Wayne, Turk, Paparue & Mannie Fresh) - 5:03
13. "Back That Azz Up" (featuring Mannie Fresh & Lil Wayne) - 4:25
14. "Off Top" (featuring Big Tymers) - 3:50
15. "After Cash Money Concert (Skit)" - 1:19
16. "400 Degreez" - 4:15
17. "Juvenile On Fire" - 4:57
18. "Ha (Remix) (featuring Jay-Z) - 4:25